# Tacubaya (Coahuila)
Tacubaya es una localidad del estado mexicano de Coahuila. Es parte del municipio de San Pedro.

## Toponimia
El nombre «Tacubaya» proviene del náhuatl atlacuihuayan, que significa «Donde se recoge el agua».

## Demografía
| Gráfica de evolución demográfica |
|                                  |

| Censo | Población |
| ----- | --------- |
| 1910  | 500       |
| 1921  | 778       |
| 1930  | 551       |
| 1940  | 811       |
| 1950  | 619       |
| 1960  | 1 084     |
| 1970  | 1 033     |
| 1980  | 1 333     |
| 1990  | 1 545     |
| 2000  | 1 376     |
| 2010  | 1 433     |
| 2020  | 1 282     |